# Rang De Basanti
Pour plus de détails, voir Fiche technique et Distribution.
Rang De Basanti (रंग दे बसंती, Rang De Basantee), est une comédie dramatique indienne, réalisé par Rakeysh Omprakash Mehra, sorti en 2006.

## Synopsis
Sue McKinley (Alice Patten), une jeune londonienne, rêve depuis longtemps de réaliser un film d’après les mémoires de son grand-père, membre de la force de police britannique en Inde au début de la révolte indienne pour l’indépendance. Sue se rend à Delhi et, avec l’aide de sa correspondante indienne Sonia (Soha Ali Khan), tente de trouver les acteurs qui joueront le rôle des premiers révolutionnaires indiens. Le casting s’annonce désastreux et Sue finit par engager la bande de copains de Sonia : Karan (Siddarth), Sukhi (Sharman Joshi), Aslam (Kunal Kapoor), Laxman Pandey (Atul Kulkarni) et DJ (Aamir Khan), le meneur de la bande. Cependant ceux-ci ont du mal à comprendre les motivations de leur personnage, eux qui ne croient pas en l’avenir de ce pays corrompu à tous les échelons politiques. Dans ce pays où rien n’a réellement changé depuis l’Indépendance de l’Inde, comment peuvent-ils croire en l’engagement de ces premiers révolutionnaires ? Cependant l’interprétation de leur personnage dans le film de Sue, ainsi que l’événement dramatique survenu à leur ami Ajay (Madhavan), vont les amener à changer totalement et tous vont s’engager dans un combat très dangereux. Pour leur ami et pour changer leur pays et la société de la corruption et de l'injustice ils ont sacrifié leur vie.

## Fiche technique
Sauf indication contraire, les informations mentionnées dans cette section peuvent être confirmées par la base de données cinématographiques IMDb,  présente dans la section « Liens externes ».
- Titre : Rang De Basanti
- Titre original : रंग दे बसंती (Rang De Basantee)
- Titre international : Colour It Yellow
- Réalisation : Rakeysh Omprakash Mehra
- Scénario : Renzil D'Silva, Rakeysh Omprakash Mehra
- Casting : Elaine Grainger
- Dialogues : Prasoon Joshi
- Direction artistique : Samir Chanda, Chetan Pathak
- Décors : Samir Chanda
- Costumes : Lovleen Bains, Arjun Bhasin
- Maquillage : Vikram Gaikwad, Fae Hammond, Serina Texiera
- Son : Nakul Kamte
- Photographie : Binod Pradhan
- Montage : P.S. Bharathi
- Musique : A.R. Rahman
- Paroles : Prasoon Joshi
- Production : Deven Khote, Ronnie Screwvala, Rakeysh Omprakash Mehra
- Sociétés de production : ROMP, UTV Motion Pictures
- Société d'effets spéciaux : Tata Elxsi Visual Computing Lab
- Pays d'origine :  Inde
- Langue : Hindi
- Format : Couleurs - 2,35:1 - DTS / Dolby Digital EX - 35 mm
- Genre : Comédie, drame, romance
- Durée : 157 minutes (2 h 37)
- Dates de sorties en salles :
  - France : 11 novembre 2006 (Festival Cinémas et Cultures d'Asie)
  - Inde : 26 janvier 2006

## Distribution
- Aamir Khan : Daljiit "DJ" Singh / Chandrashekhar Azad
- Siddharth : Karan Singhania / Bhagat Singh
- Atul Kulkarni : Lakshman Pandey / Ramprasad Bismil
- Kunal Kapoor : Aslam Khan / Ashfaqullah Khan
- Sharman Joshi :  Sukhi Ram / Rajguru
- Alice Patten : Sue McKinley
- Soha Ali Khan : Sonia / Durgawati Devi
- Madhavan : Ajay Rathod
- Waheeda Rehman : Mère d’Ajay
- Steven Mackintosh : James McKinley, le grand-père de Sue
- Anupam Kher : Rajnath Singhania, le père de Karan
- Kiron Kher : Mitro, la mère de "DJ"
- Om Puri : Amanullah Khan, le père d'Aslam
- Lekh Tandon as le grand-père de "DJ"
- Cyrus Sahukar : Rahul
- Mohan Agashe : ministre de la défense Shastri

## Autour du film

### Anecdotes
- Le film fut sélectionné pour représenter l'Inde à la cérémonie des Oscars en 2006, mais n'a pas été nommé pour l'Oscar du meilleur film en langue étrangère[1],[2].
- En raison de ses positions sociales et politiques, Rang De Basanti se rapproche de Yuva, de Mani Ratnam.
- Craignant la censure, la production du film a organisé une projection privée du film en invitant Pranab Mukherjee, le Ministre de la défense.
- Le film historique de Sue McKinley est centré sur Bhagat Singh, l’un des principaux révolutionnaires indiens.
- Le titre Rang De Basanti fait référence à l’expression Main Rang De Basanti (« Peins-moi en jaune ») qui signifie que l’on est prêt à se sacrifier pour une grande cause. Le filtre jaune est d’ailleurs utilisé dans le film lors des flash-back historiques.
- Hrithik Roshan, puis Arjun Rampal et Vivek Oberoi avaient initialement été choisis pour interpréter Karan Singhania, mais ce fut Siddharth qui obtient ce rôle.

## Bande originale
Albums de A.R. Rahman
Water
(2005) Sillunu Oru Kaadhal
(2006)
La bande originale du film, composée par A.R. Rahman. Elle comprend dix chansons, écrites par Prasoon Joshi et le rappeur Blaaze. Elles sont chantées, pour la plupart, par les chanteurs de playback Naresh Iyer, Mohammed Aslam, accompagné par d'autres interprètes dont Lata Mangeshkar et A.R. Rahman lui-même, qui apparaissent également dans la bande originale.
L'acteur Aamir Khan, avec sa connaissance de l'hindi et de l'ourdou, collabore avec A.R. Rahman et Prasoon Joshi pour la bande originale du film. En outre, le scénariste et réalisateur Rakeysh Omprakash Mehra et A. R. Rahman l'auraient choisi pour interpréter l'une des chansons, bien que sa performance enregistrée s'avère être une récitation poétique.
Nilanjana Bhattacharjya, un professeur de musique du Colorado College, remarque que le compositeur a intégré plusieurs styles traditionnels du Penjab pour créer la bande originale. Des genres musicaux régionaux comme la prière d'une femme au temple d'or Gurdwara et la danse bhangra de la moisson sont intégrés aux styles contemporains et globaux tels que le hard rock et le hip hop pour illustrer le style de vie cosmopolite des jeunes.
Selon le Box Office India, l'album a été vendu à 19 millions d'exemplaires à son actif et a été le troisième le plus vendu de l'année. Il remporte de nombreux prix, notamment un Filmfare Awards et deux Zee Cine Awards; meilleure direction musicale pour A. R. Rahman et meilleur parolier pour Prasoon Joshi.
| 1.    | Ik Onkar                 | Hardsheep Kaur                      | 1:28 |
| 2.    | Rang De Basanti          | Daler Mehndi, Chitra                | 6:03 |
| 3.    | Paathshaala              | Naresh Iyer, Mohammed Aslam         | 3:40 |
| 4.    | Tu Bin Bataayein         | Naresh Iyer, Madhushree             | 5:57 |
| 5.    | Khalbali                 | A.R. Rahman, Mohammed Aslam, Nacim  | 6:19 |
| 6.    | Khoon Chala              | Mohit Chauhan                       | 3:09 |
| 7.    | Paathshaala (Be A Rebel) | Naresh Iyer, Mohammed Aslam, Blaaze | 3:09 |
| 8.    | Luka Chuppi              | Lata Mangeshkar, A.R. Rahman        | 6.36 |
| 9.    | Lalkaar                  | Aamir Khan                          | 2:56 |
| 10.   | Roobaroo                 | A.R. Rahman, Naresh Iyer            | 4:43 |
| 44:00 |                          |                                     |      |

## Distinctions
| Année                 | Distinction                         | Catégorie                                              | Nom                                       | Résultat   |
| --------------------- | ----------------------------------- | ------------------------------------------------------ | ----------------------------------------- | ---------- |
| 7 au 13 novembre 2006 | Festival Cinémas et Cultures d'Asie | Jonque d'or                                            | Rang De Basanti                           | Lauréat    |
| 11 février 2007       | BAFTA Awards                        | Meilleur film en langue étrangère                      | Rakeysh Omprakash Mehra, Ronnie Screwvala | Nomination |
| 17 février 2007       | Filmfare Awards                     | Meilleur film                                          | Rang De Basanti                           | Lauréat    |
| 17 février 2007       | Filmfare Awards                     | Meilleur réalisateur                                   | Rakeysh Omprakash Mehra                   | Lauréat    |
| 17 février 2007       | Filmfare Awards                     | Meilleur acteur                                        | Aamir Khan                                | Lauréat    |
| 17 février 2007       | Filmfare Awards                     | Meilleure direction musicale                           | A.R. Rahman                               | Lauréat    |
| 17 février 2007       | Filmfare Awards                     | Meilleur montage                                       | P.S. Bharati                              | Lauréat    |
| 17 février 2007       | Filmfare Awards                     | Meilleure photographie                                 | Binod Pradhan                             | Lauréat    |
| 17 février 2007       | Filmfare Awards                     | Meilleure actrice dans un second rôle                  | Kunal Kapoor                              | Nomination |
| 17 février 2007       | Filmfare Awards                     | Meilleure actrice dans un second rôle                  | Siddharth                                 | Nomination |
| 17 février 2007       | Filmfare Awards                     | Meilleure actrice dans un second rôle                  | Kiron Kher                                | Nomination |
| 17 février 2007       | Filmfare Awards                     | Meilleure actrice dans un second rôle                  | Soha Ali Khan                             | Nomination |
| 17 février 2007       | Filmfare Awards                     | Meilleur parolier                                      | Prasoon Joshi                             | Nomination |
| 17 février 2007       | Filmfare Awards                     | Meilleur acteur - critiques                            | Aamir Khan                                | Nomination |
| 17 février 2007       | Filmfare Awards                     | Meilleure histoire                                     | Kamlesh Pandey                            | Nomination |
| 17 février 2007       | Filmfare Awards                     | Meilleur scénario                                      | Rensil D'Silva, Rakeysh Omprakash Mehra   | Nomination |
| 17 février 2007       | Filmfare Awards                     | Meilleur dialogue                                      | Prasoon Joshi                             | Nomination |
| 17 février 2007       | Filmfare Awards                     | Meilleure chorégraphie                                 | Ganesh Acharya                            | Nomination |
| 17 février 2007       | Filmfare Awards                     | Meilleure direction artistique                         | Samir Chanda                              | Nomination |
| 17 février 2007       | Filmfare Awards                     | Meilleur son                                           | Nakul Kamre                               | Nomination |
| 17 février 2007       | Filmfare Awards                     | Meilleurs costumes                                     | Lovleen Bains, Arjun Bhasin               | Nomination |
| 17 février 2007       | Filmfare Awards                     | Meilleure musique d'accompagnement                     | A.R. Rahman                               | Nomination |
| 17 février 2007       | Filmfare Awards                     | Meilleurs effets spéciaux                              | Pankaj Khandpur                           | Nomination |
| 1er avril 2007        | Zee Cine Awards                     | Meilleur film                                          | Rakeysh Omprakash Mehra                   | Lauréat    |
| 1er avril 2007        | Zee Cine Awards                     | Meilleur réalisateur                                   | Rakeysh Omprakash Mehra                   | Lauréat    |
| 1er avril 2007        | Zee Cine Awards                     | Meilleure direction musicale                           | A. R. Rahman                              | Lauréat    |
| 1er avril 2007        | Zee Cine Awards                     | Meilleur parolier                                      | Prasoon Joshi                             | Lauréat    |
| 1er avril 2007        | Zee Cine Awards                     | Meilleur montage                                       | P. S. Bharati                             | Lauréat    |
| 1er avril 2007        | Zee Cine Awards                     | Meilleure photographie                                 | Binod Pradhan                             | Lauréat    |
| 1er avril 2007        | Zee Cine Awards                     | Prix Power Team                                        | Tout le casting et l'équipe du film.      | Lauréat    |
| 7 juin 2007           | IIFA Awards                         | Meilleur film                                          | Rakeysh Omprakash Mehra                   | Lauréat    |
| 7 juin 2007           | IIFA Awards                         | Meilleure actrice dans un second rôle                  | Soha Ali Khan                             | Lauréat    |
| 7 juin 2007           | IIFA Awards                         | Meilleure direction musicale                           | A. R. Rahman                              | Lauréat    |
| 7 juin 2007           | IIFA Awards                         | Meilleur scénario                                      | Rensil D'Silva, Rakeysh Omprakash Mehra   | Lauréat    |
| 7 juin 2007           | IIFA Awards                         | Meilleur montage                                       | P. S. Bharati                             | Lauréat    |
| 7 juin 2007           | IIFA Awards                         | Meilleure photographie                                 | Binod Pradhan                             | Lauréat    |
| 7 juin 2007           | IIFA Awards                         | Meilleure direction artistique                         | Samir Chanda                              | Lauréat    |
| 7 juin 2007           | IIFA Awards                         | Meilleur son                                           | Nakul Kamte                               | Lauréat    |
| 7 juin 2007           | IIFA Awards                         | Meilleur réenregistrement sonore                       | Hitendra Gosh                             | Lauréat    |
| 7 juin 2007           | IIFA Awards                         | Meilleure musique d'accompagnement                     | A. R. Rahman                              | Lauréat    |
| 7 juin 2007           | IIFA Awards                         | Meilleur enregistrement                                | A. R. Rahman                              | Lauréat    |
| 14 septembre 2007     | National Film Awards                | Meilleur film populaire offrant un divertissement sain | Rakeysh Omprakash Mehra                   | Lauréat    |
| 14 septembre 2007     | National Film Awards                | Meilleur chanteur de play-back                         | Naresh Iyer                               | Lauréat    |
| 14 septembre 2007     | National Film Awards                | Meilleur montage                                       | P.S. Bharati                              | Lauréat    |
| 14 septembre 2007     | National Film Awards                | Meilleure audiographie                                 | Nakul Kamte                               | Lauréat    |